# 夏庚復
夏庚復，浙江省杭州府仁和縣人，清朝政治人物、進士出身。
光緒六年（1880年），参加庚辰科殿試，登進士二甲第119名。同年五月，著分部學習。